# Out of the Woods
Out of the Woods (englisch für „aus dem Wald raus“ oder „aus dem Gröbsten raus“) ist ein Lied der US-amerikanischen Singer-Songwriterin Taylor Swift aus dem Jahr 2014. Im Januar 2016 erschien es als sechste Singleauskopplung aus ihrem fünften Studioalbum 1989.

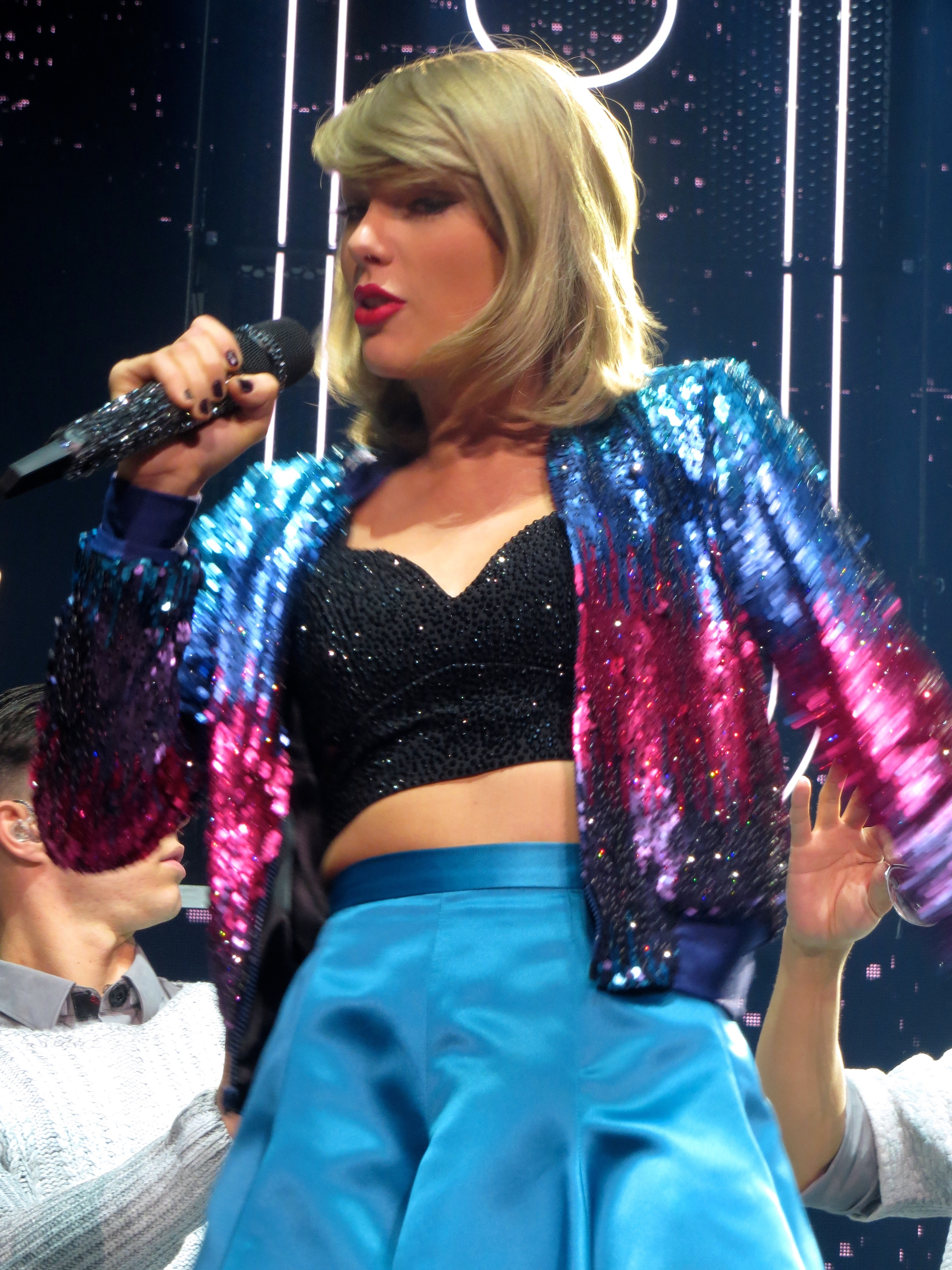
Taylor Swift singt Out of the Woods auf ihrer 1989 Tour in Glasgow

## Entstehung und Veröffentlichung
Das Lied wurde von der Interpretin selbst, zusammen mit Jack Antonoff, geschrieben und produziert.
Taylor Swift präsentierte einen 15-sekündigen Ausschnitt am 13. Oktober 2014 in Good Morning America. Out of the Woods wurde zunächst ausschließlich als Promo-Single veröffentlicht, ohne Pläne für ein Musikvideo. Am 22. Dezember 2015 wurde in Good Morning America die Premiere während der Silvestergala Dick Clark's New Year's Rockin' Eve angekündigt. Out of the Woods dient auch als sechste offizielle Single aus 1989.

## Inhalt
Swift selbst nannte Out of the Woods eines ihrer Lieblingslieder aus 1989.

### Text
Das Lied thematisiert die Zerbrechlichkeit einiger Beziehungen, wenn man sich jeden Tag fragt, wo es hingeht und ob die Beziehung schon am nächsten Tag enden wird.

### Komposition
Out of the Woods ist ein Synthiepop-Lied mit Einflüssen der Popmusik der 1980er. Swift schrieb innerhalb von nur 30 Minuten den Text samt Melodie basierend auf einem Instrumental von Jack Antonoff. Die Bridge nimmt Bezug auf einen Vorfall mit einem Schneemobil zwischen Swift und ihrem ehemaligen Freund Harry Styles aus One Direction. Max Martin produzierte das Lied. Es ist in der Tonlage C-Dur und der Stimmbereich geht über Oktaven, zwischen G3 und E5.

## Musikvideo

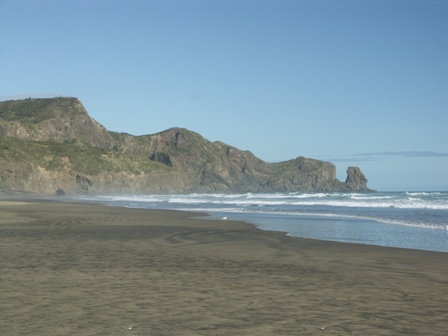
Teile des Musikvideos wurden am Bethells Beach in Neuseeland gedreht

Wie schon für die Videos zu Blank Space, Bad Blood und Wildest Dreams führte Joseph Kahn auch die Regie zum Musikvideo zu Out of the Woods. Das Video wurde in den Bergen von Queenstown sowie am Bethells Beach in Neuseeland gedreht. Der Dreh wurde durch ein Unwetter, durch das mehrere Bäume umstürzten für eine Woche behindert. In dem Video rennt Swift vor einem Rudel Wölfe durch einen Wald und findet sich anschließend an verschiedenen Orten wieder, die die vier Elemente repräsentieren. Am Ende des Videos verschwinden die Bäume und sie kommt an den Strand. Das Musikvideo feierte seine Premiere zu Silvester 2015 im Fernsehen.

## Rezensionen
Billboard gab ihm viereinhalb von fünf Sternen. Sam Lansky von Time schrieb, dass trotz der autobiografischen Züge das interessanteste an dem Lied sei, wie anders es klingt. Out of the Woods erreichte Platz 94 der Liste der besten Lieder 2014 von Pitchfork Media.

## Kommerzieller Erfolg

### Chartplatzierungen
In den Billboard Hot 100 Charts erreichte Out of the Woods Platz 18 und wurde damit das 61. Lied Swifts in den Top 100, womit sie die Frau mit den zweitmeisten Liedern in diesen Charts ist nach Aretha Franklin mit 73. Das Lied erreichte mit 195 000 Verkäufen die Spitze der Hot Digital Songs direkt vor ihrem Lied Shake It Off, wodurch Swift als erste Künstlerin zum zweiten Mal mit zwei Liedern die ersten beiden Plätze dieser Charts gleichzeitig besetzte, nachdem ihr das bereits mit Ronan und We Are Never Ever Getting Back Together gelungen war.
| ChartsChartplatzierungen       | Höchstplatzierung | Wochen |
| ------------------------------ | ----------------- | ------ |
| Österreich (Ö3)                | 64 (1 Wo.)        | 1      |
| Vereinigte Staaten (Billboard) | 18 (10 Wo.)       | 10     |

### Auszeichnungen für Musikverkäufe
Out of the Woods erhielt unter anderem eine Platin-Schallplatte der Recording Industry Association of America (RIAA) für eine Million verkaufte Exemplare in den Vereinigten Staaten.
| Land/Region                  | Auszeichnungen für Musikverkäufe (Land/Region, Auszeichnung, Verkäufe) | Verkäufe  |
| ---------------------------- | ---------------------------------------------------------------------- | --------- |
| Australien (ARIA)            | 3× Platin                                                              | 210.000   |
| Brasilien (PMB)              | Platin                                                                 | 60.000    |
| Kanada (MC)                  | Gold                                                                   | 40.000    |
| Neuseeland (RMNZ)            | Platin                                                                 | 30.000    |
| Norwegen (IFPI)              | Platin                                                                 | 60.000    |
| Vereinigte Staaten (RIAA)    | Platin                                                                 | 1.000.000 |
| Vereinigtes Königreich (BPI) | Gold                                                                   | 400.000   |
| Insgesamt                    | 2× Gold · 7× Platin ·                                                  | 1.800.000 |

Hauptartikel: Taylor Swift/Auszeichnungen für Musikverkäufe/Lieder

## Out of the Woods (Taylor’s Version)
Am 27. Oktober 2023 veröffentlichte Swift eine Neueinspielung auf ihrem Album 1989 (Taylor’s Version).
Chartplatzierungen
| ChartsChartplatzierungen       | Höchstplatzierung | Wochen |
| ------------------------------ | ----------------- | ------ |
| Vereinigte Staaten (Billboard) | 16 (3 Wo.)        | 3      |

Auszeichnungen für Musikverkäufe

| Land/Region       | Auszeichnungen für Musikverkäufe (Land/Region, Auszeichnung, Verkäufe) | Verkäufe |
| ----------------- | ---------------------------------------------------------------------- | -------- |
| Australien (ARIA) | Gold                                                                   | 35.000   |
| Brasilien (PMB)   | Gold                                                                   | 20.000   |
| Insgesamt         | 2× Gold ·                                                              | 55.000   |

Hauptartikel: Taylor Swift/Auszeichnungen für Musikverkäufe/Lieder